# ガスパール・デ・スニガ・イ・アセベード

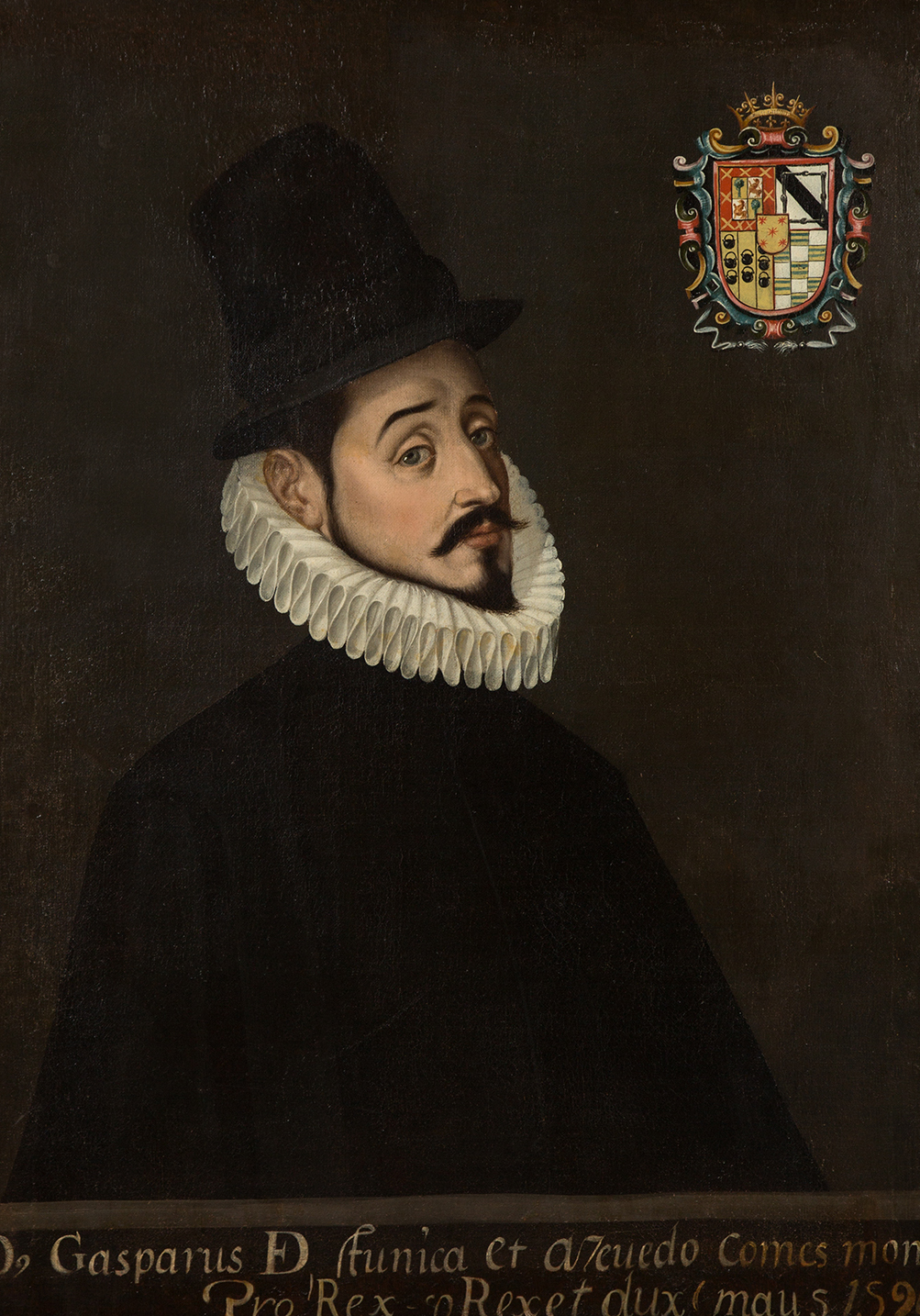
ガスパール・デ・スニガ・イ・アセベード

ガスパール・デ・スニガ・イ・アセベード（Gaspar de Zúñiga y Acevedo、1560年 - 1606年2月10日）は、スペインの貴族で、第5代モンテレイ伯爵。第9代ヌエバ・エスパーニャ副王（在職期間1595-1603年）および第10代ペルー副王（1604-1606年）をつとめた。

## 生涯
スニガはガリシア地方のモンテレイで生まれた。スニガ家 (House of Zúñiga) はスペイン貴族の家柄であり、父のヘロニモ・デ・スニガ・イ・アセベード (es:Jerónimo de Acevedo y Zúñiga) は第4代モンテレイ伯爵、弟のバルタサル・デ・スニガ・イ・ベラスコ (Baltasar de Zúñiga) はフェリペ3世の首席大臣だった。
スニガは地元にあるイエズス会の学校で学び、17歳のときにフェリペ2世に仕えた。1578年には自費でガリシア人による義勇軍を組織し、フェリペ2世による対ポルトガル王国戦争に参加した。またイギリスのフランシス・ドレークの侵略に対してガリシアのア・コルーニャを防衛した。
1583年にいとこのイネス・デ・ベラスコ・イ・アラゴンと結婚したが、9年後に死別した。娘のイネス・デ・スニガ・イ・ベラスコは甥でフェリペ4世の寵臣として知られるオリバレス伯公爵ガスパール・デ・グスマンと結婚した。

### ヌエバ・エスパーニャ副王
1595年、当時のヌエバ・エスパーニャ副王だったルイス・デ・ベラスコ・イ・カスティーリャがリマ副王に転任するのに伴って、フェリペ2世はガスパール・デ・スニガを後任のヌエバ・エスパーニャ副王に任命した。スニガは1595年11月5日にメキシコシティ入りした。
副王としての最初の仕事は探検だった。1596年、スニガはセバスティアン・ビスカイノにバハ・カリフォルニア半島の探検を行わせた。ビスカイノは半島にラパス港を建設したが、植民には失敗した。
フアン・デ・オニャーテによる北方（今のアメリカ合衆国ニューメキシコ州）探検は前副王のルイス・デ・ベラスコによって計画されたものだが、実際に出発したのはスニガの時だった。しかし探検は困難をきわめ、スニガは先住民と戦うためにロペ・デ・ウリョアを派遣した。探検が目的としていた財宝や都市は発見できなかった。
北東にはヌエボ・レオン王国（今のヌエボ・レオン州）が作られ、その都は副王を讃えてモンテレイと命名された。
1602年に再びセバスティアン・ビスカイノを統率者として今のアメリカ合衆国カリフォルニア州の西海岸の探検が行われた。12月16日にビスカイノは大きな湾を発見し、副王を讃えてモンテレイ湾（モントレー湾）と命名した。
当時、今のシナロア州とドゥランゴ州では先住民との戦闘が続いていたが、1600年にディエゴ・マルティネス・デ・ウルダイデによって平定された。南部ではウィリアム・パーカーなどの私掠船がカンペチェ州を襲った。

### ペルー副王
1598年にフェリペ2世が没した後、後をついだフェリペ3世は1603年にフアン・デ・メンドーサ・イ・ルナを後任のヌエバ・エスパーニャ副王に任命し、スニガはペルー副王に転任することになった。スニガは1604年11月28日にリマに到着したが、病気のために1606年2月に没した。
短い任期の間、スニガはここでも2つの探検を行った。ひとつは1605年のサンタ・クルス・デ・ラ・シエラ探検だったが見るべき成果はなかった。もうひとつはペドロ・フェルナンデス・デ・キロスによるポリネシア探検だった。この探検隊から嵐によって別れたルイス・バエス・デ・トレスはオーストラリアの北のトレス海峡を通航したとされる。